# Хиперборејци
Хиперборејци (грч. Hyperboreioi, лат. Hyperborei) су митски народ са далеког севера где Сунце никада не залази.

## Митологија
Као што и из имена произлази, престоница овог народа се налазила изнад земље бога севера Бореја - (Hyper Borei). Неки од античких аутора - Ератостен и Плиније, сматрали су да ова земља заиста постоји, али их је већина тај народ препуштала свету митова.
Хиперборејци су били народ који није знао за ратове и који је живео срећно у изобиљу, поштењу и мудрости. Хиперборејци нису имали никакве међусобне сукобе и расправе. Њихово животно доба је било више од хиљаду година, а ако би неко одлучио да и пре тога оконча свој живот, била би приређивана посебна свечаност, при којој би изабраник скакао са високе стене у море.
Како је у земљи Хиперборејаца владао вечни мир и непрестано је сијало сунце, сам бог Аполон је, с јесени, долазио у земљу Хиперборејаца да ту проведе зиму. Почетком пролећа, Аполон би напуштао Хипербореју и враћао се на колима која су вукли лабудови назад у Делфе.
Веровало се да Хиперборејци живе иза снежних Рифејских планина коју су неки писци смештали на север Европе. Хомер је Бореју сместио у Тракију, као и многи други писци као што су Софокле, Есхил, Калимакс, Симонид са Кеја... За разлику од њих, Хераклид и Антимакс су идентификовали Рифејске планине са Алпима, а Хиперборејце као келтско племе које је живело одмах иза планине, док су Хекатеј и још неки веровали да је Хипербореја Британија.